# Masalia splendens
Masalia splendens är en fjärilsart som beskrevs av Druce 1887. Masalia splendens ingår i släktet Masalia och familjen nattflyn. Inga underarter finns listade i Catalogue of Life.